# Вагабунда чорна
Вагабунда чорна (Crypsirina temia) — вид горобцеподібних птахів родини воронових (Corvidae). Поширений у Південно-Східній Азії.

## Поширення
Вид трапляється від східної частини М'янми до В'єтнаму, на південь до перешийка Кра. Ізольована популяція існує на островах Ява і Балі. Середовищем проживання цих птахів є відкриті тропічні ліси з наявністю трав'янистих галявин і менш лісистих ділянок (вирубки, села, плантації) до 1000 м над рівнем моря.

## Опис

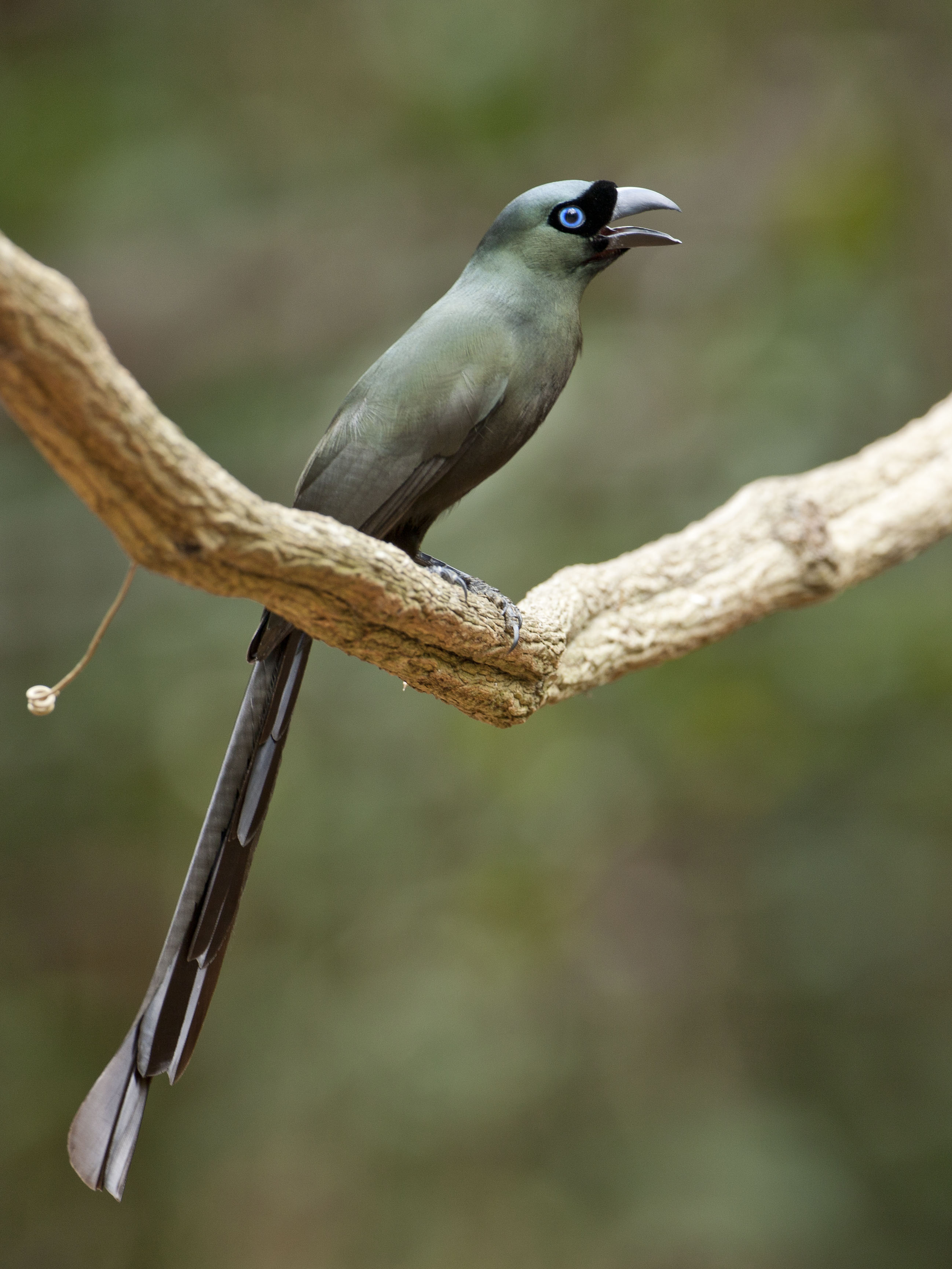
Crypsirina temia, Національний парк Каенг Крачан, Таїланд

Птах завдовжки 31—33 см, вагою 114—145 г. Це птахи з міцною, але стрункою статурою, з округлою головою з великим міцним дзьобом, злегка вигнутим донизу, загостреними та пальчастими крилами, сильними ногами та довгим хвостом (приблизно такого ж довжини, як тулуб) у формі півмісяця.
Оперення шовковисто-чорне навколо основи дзьоба, між дзьобом і оком, навколо очей і на лобі. Решта тіла оливково-зелене з відтінками сірого металу, а хвіст чорнувато-коричневий зверху і металево-коричневий з червонувато-помаранчевими відтінками внизу. Дзьоб і ноги чорні, а великі очі бірюзово-блакитні.

## Спосіб життя
Денні птахи, що трапляються парами чи невеликими групами у кронах дерев. Це всеїдні птахи, раціон яких складається здебільшого з великих комах та інших безхребетних, а також містить ягоди, фрукти та іншу поживу рослинного походження.
Це моногамні птахи, які гніздяться між квітнем і серпнем. Гніздо у формі чаші будують серед бамбука або серед чагарників, віддаючи перевагу колючим, оточеним відкритими трав'янистими ділянками. У кладці 2-4 яйця, які самиця висиджує близько п'ятнадцяти днів, а самець тим часом залишається на варті біля гнізда і піклується про самицю. Пташенят годують і доглядають обидва батьки: сліпі та майже без пір'я при народженні вони вилітають з гнізда у віці приблизно трьох тижнів, але залишаються з батьками ще два місяці.